# 8月9日 (旧暦)
旧暦8月9日（きゅうれきはちがつここのか）は、旧暦8月の9日目である。六曜は仏滅である。

## できごと
- 正慶4年/建武2年（ユリウス暦1335年8月27日） - 足利尊氏が北条時行を討つ為の征東将軍に任ぜられる[要出典]
- 明治4年（グレゴリオ暦1871年9月23日） - 明治政府が散髪・廃刀令を許可する太政官布告を発布

## 誕生日
- 建久3年（ユリウス暦1192年9月17日） - 源実朝、鎌倉幕府3代将軍（+ 1219年）
- 天保8年（グレゴリオ暦1837年9月8日） - 早矢仕有的（丸屋善七）、経営者・丸善創業（+ 1901年）
- 天保9年（グレゴリオ暦1838年9月27日） - 田中芳男、博物学者（+ 1916年）

## 忌日
- 雄略天皇元年（ユリウス暦456年9月24日） - 安康天皇、20代天皇
- 崇徳8年（グレゴリオ暦1643年9月21日） - ホンタイジ（皇太極）[1]、清の2代皇帝（* 1592年）